# Скіфи (Львів)
Спортивний клуб «Скіфи» — український футбольний клуб, з міста Львова.

## Попередні назви
- до 10 червня 1995: ФК «ЛАЗ»
- 10 червня 1995 — липень 1995: ФК «Скіфи-ЛАЗ»
- 1995–1996: СК «Скіфи»

## Історія
До 1994 року команда виступала на аматорському рівні і представляла колектив Львівського автобусного заводу. В 1994 році «ЛАЗ» став переможцем першої групи аматорської ліги України і завоював право виступати серед професіоналів.
«ЛАЗ» стартував в третій лізі і з назвою ФК «Скіфи-ЛАЗ» зайняв за підсумками сезону 9-е місце. З наступного сезону третю лігу приєднали до другої і клуб під новою назвою СК «Скіфи» виступав у другій лізі. Команда знялася із змагань після першого кола і продовжила виступи в чемпіонаті Львівської області.

## Всі сезони в незалежній Україні
| Сезон   | Чемпіонат | Чемпіонат | Чемпіонат | Чемпіонат | Чемпіонат | Чемпіонат | Чемпіонат | Чемпіонат | Кубок        | Кубок | Кубок | Кубок | Кубок | Кубок | Кубок | Примітка                             |
| Сезон   | Ліга      | Місце     | І         | В         | Н         | П         | М         | О         | Етап         | І     | В     | Н     | П     | М     | О     | Примітка                             |
| ------- | --------- | --------- | --------- | --------- | --------- | --------- | --------- | --------- | ------------ | ----- | ----- | ----- | ----- | ----- | ----- | ------------------------------------ |
| 1994/95 | Третя     | 9 з 22    | 42        | 20        | 5         | 17        | 51−52     | 65        | 1/128 фіналу | 1     | 0     | 1     | 0     | 1−1   | 1     |                                      |
| 1995/96 | Друга     | 19 з 22   | 40        | 6         | 5         | 29        | 20-28     | 23        | 1/128 фіналу | 1     | 0     | 0     | 1     | 0−1   | 0     | знявся із змагань після першого кола |
| Всього  | Третя     | 1 сезон   | 42        | 20        | 5         | 17        | 51−52     | 45        | >2 сезони    | 2     | 0     | 1     | 1     | 1−2   | 1     |                                      |
| Всього  | Друга     | 1 сезон   | 40        | 6         | 5         | 29        | 20-28     | 17        |              |       |       |       |       |       |       |                                      |

## Відомі футболісти
- / Роман Лаба
- Віталій Постранський